# Сінь Сінь
Сінь Сінь (6 листопада 1996) — китайська плавчиня.
Учасниця Олімпійських Ігор 2012 року.
Чемпіонка світу з водних видів спорту 2019 року.